# 岡本敏明 (俳優)
岡本 敏明（おかもと としあき、1943年10月24日 - ）は、日本の男性俳優、声優。

## 出演作品

### テレビアニメ
1972年
- ゲゲゲの鬼太郎（第2作）
- 国松さまのお通りだい
- マジンガーZ

1973年
- キューティーハニー（1973年 - 1974年）
- バビル2世
- ミクロイドS

1974年
- ゲッターロボ（兵士 他）

### テレビドラマ
- 八代将軍吉宗（岡の宮神官）
- 水戸黄門 第31部　第21話「黄門様と七化けのお京」（定八）

| スタブアイコン | サブスタブ | この項目は、まだ閲覧者の調べものの参照としては役立たない、俳優（男優・女優）に関連した書きかけの項目です。この項目を加筆・訂正などしてくださる協力者を求めています（P:映画/PJ芸能人）。 |

| スタブアイコン | サブスタブ | この項目は、まだ閲覧者の調べものの参照としては役立たない、声優（ナレーターを含む）に関連した書きかけの項目です。この項目を加筆・訂正などしてくださる協力者を求めています（P:アニメ/PJ:芸能人）。 |